# Roses Are Red (film)
Roses Are Red è un film del 1947, diretto da James Tinling.

## Trama
Il boss della malavita Jim Locke ha notato come il nuovo District attorney (D.A.) Robert Thorne assomigli alla perfezione al neo-scarcerato gangster Don Carney: decide quindi, con l'aiuto dei suoi complici (e del poliziotto corrotto Rocky Wall), di rapire il primo e di istruire il secondo – attore dilettante oltre che malavitoso convinto – affinché possa prenderne il posto e in tal modo favorire l'attività della gang. È necessario un non lungo periodo di studio, durante il quale Carney osserva i comportamenti del D.A. (recluso in una stanzetta) in modo da potere riprodurli in modo convincente quando dovrà effettivamente sostituirsi a Thorne nella sua carica istituzionale. 
Ma ad un certo punto, quando sono a tu per tu, Thorne sopraffà Carney, potendo così farsi passare, agli occhi della banda, proprio per quest'ultimo. Il boss Jim Locke elimina Carney (credendolo Thorne), e per Thorne (creduto Carney) inizia il periodo in cui deve espletare le proprie prerogative, sempre agli occhi della banda, come falso-Thorne. Inizialmente riesce a trarre in inganno addirittura Jill, la moglie di Carney; ma gradualmente cominciano a nutrirsi dei dubbi sulla vera identità del (creduto sedicente) procuratore distrettuale, e sarà infine la stessa Jill a smascherarlo definitivamente, dicendosi sicura che il modo di baciare del falso-Thorne non era semplicemente paragonabile a quello del marito. La banda viene sgominata.